# Brewster (Florida)
Brewster es un lugar designado por el censo ubicado en el condado de Polk en el estado estadounidense de Florida. En el Censo de 2010 tenía una población de 3 habitantes y una densidad poblacional de 0,48 personas por km².

## Geografía
Brewster se encuentra ubicado en las coordenadas 27°45′37″N 81°59′3″O / 27.76028, -81.98417. Según la Oficina del Censo de los Estados Unidos, Brewster tiene una superficie total de 6.22 km², de la cual 5.19 km² corresponden a tierra firme y (16.46%) 1.02 km² es agua.

## Demografía
Según el censo de 2010, había 3 personas residiendo en Brewster. La densidad de población era de 0,48 hab./km². De los 3 habitantes, Brewster estaba compuesto por el 0% blancos, el 0% eran afroamericanos, el 0% eran amerindios, el 0% eran asiáticos, el 0% eran isleños del Pacífico, el 100% eran de otras razas y el 0% pertenecían a dos o más razas. Del total de la población el 100% eran hispanos o latinos de cualquier raza.